# Eliane Waser
Eliane Waser (ur. 29 listopada 1986) – szwajcarska wioślarka.

## Osiągnięcia
- Mistrzostwa Świata U-23 – Glasgow 2007 – jedynka wagi lekkiej – 4. miejsce[1].
- Mistrzostwa Europy – Brześć 2009 – dwójka podwójna wagi lekkiej – 8. miejsce[1].